# Grzywonóżka minojska
Grzywonóżka minojska (Chaetopelma lymberakisi) – gatunek pająka z infrarzędu ptaszników i rodziny ptasznikowatych. Endemit zachodniej Krety.

## Taksonomia
Gatunek ten opisany został po raz pierwszy w 2019 roku przez Marię Chadzaki i Marjana Komnenova. Opisu dokonano na podstawie licznych okazów odławianych w latach 1991–2015. Jako lokalizację typową wskazano drogę z Anopoli do Pachnes w górach Lefka Ori. Epitet gatunkowy nadano na cześć Petrosa Lymberakisa z Muzeum Historii Naturalnej Krety w Heraklionie, który to odłowił większość materiału typowego.

## Morfologia
Karapaks u samic osiąga od 7 do 8,4 mm długości i od 5,5 do 7,4 mm szerokości, zaś u samców od 6,3 do 8,4 mm długości i od 5,3 do 6,7 mm szerokości. Ubarwienie ciała jest rudobrązowe do ciemnobrązowego z ciemnoszarą opistosomą. Wełniste szczecinki w zmiennym zagęszczeniu porastają karapaks, szczękoczułki i biodra odnóży, przy czym u samic ogólnie są rzadsze niż u samców. Oczy pary przednio-bocznej leżą bardziej z przodu niż pary przednio-środkowej, a oczy pary tylno-bocznej bardziej z tyłu lub na równi z oczami pary tylno-środkowej. Szczękoczułki mają po wewnętrznej stronie pędzel skopul, a na przedniej krawędzi po od 9 do 10 ząbków w przypadku samic i od 9 do 13 w przypadku samców. Warga dolna jest szersza niż długa i zaopatrzona w od 22 do 45 kuspuli. Szczęki mają od 80 do 120 kuspuli i pozbawione są serruli. Odnóża wszystkich par mają szczecinki grzbietowe na udach. W przypadku nadstopi pierwszej i drugiej pary skopule zajmują ⅔ długości, w przypadku tych trzeciej pary ½ długości, a w przypadku pary ostatniej ⅓ długości. Stopy są gęsto porośnięte skopulami i zwieńczone dwoma bezzębnymi pazurkami skrytymi w przypazurkowych kępkach włosków.
Nogogłaszczki samca mają dwa szeregi trichobotrii na grzbietowej stronie goleni, dwa przednio-boczne kolce i pojedynczy pazurek. Bulbus cechuje się długim i cienkim embolusem biorącym początek na nasadzie owalnego, trzykrotnie od niego krótszego tegulum i zakręcającym o kąt 45° względem niego, na szczycie zakrzywionym, w widoku brzusznym esowato wygiętym. Genitalia samicy cechuje spermateka złożona z dwóch długich, nitkowatych, ku szczytom zbieżnych zbiorników o dwupłatowych wierzchołkach.

## Ekologia i występowanie
Pająk ten jest endemitem zachodniej części greckiej Krety. Jest jedynym przedstawicielem ptasznikowatych znanym z Europy – najbliższe stanowiska innych przedstawicieli rodzaju znajdują się w azjatyckiej części Turcji, na Cyprze i w Afryce Północnej. Występuje od poziomu morza do rzędnych 800 m n.p.m. Zamieszkuje siedliska o podłożu piaszczystym i skalistym, porośnięte naturalną roślinnością. Bytuje w szczelinach skalnych i pod kamieniami.
Według autorów pierwszego opisu zastosowanie do grzywonóżki minojskiej kryteriów Czerwonej księgi gatunków zagrożonych IUCN pozwoliłoby na skategoryzowanie go wśród gatunków narażonych (VU) lub zagrożonych (EN).